# Tin Široki
Tin Široki (ur. 29 kwietnia 1987 w Zagrzebiu) – chorwacki narciarz alpejski, olimpijczyk.

## Kariera
Po raz pierwszy na arenie międzynarodowej pojawił się 23 listopada 2002 roku w Val Thorens, gdzie w zawodach CIT zajął 18. miejsce w gigancie. W 2004 roku wystąpił na mistrzostwach świata juniorów w Mariborze, zajmując 61. miejsce w gigancie i 67. miejsce w supergigancie. Jeszcze dwukrotnie startował na imprezach tego cyklu, zajmując między innymi 28. miejsce w slalomie podczas mistrzostw świata juniorów w Quebecu w 2006 roku.
W zawodach Pucharu Świata zadebiutował 27 stycznia 2008 roku w Chamonix, gdzie zajął 37. miejsce w superkombinacji. Pierwsze punkty wywalczył 14 stycznia 2011 roku w Wengen, zajmując 26. miejsce w tej samej konkurencji. Nigdy nie stanął na podium zawodów tego cyklu, najlepszy wynik osiągnął 23 stycznia 2011 roku w Kitzbühel, gdzie rywalizację w kombinacji ukończył na trzynastej pozycji. W sezonie 2011/2012 zajął 147. miejsce w klasyfikacji generalnej.
Startował na igrzyskach olimpijskich w Turynie w 2006 roku, zajmując 26. miejsce w kombinacji. Był też między innymi czternasty w superkombinacji na mistrzostwach świata w Val d’Isère w 2009 roku.

## Osiągnięcia

### Igrzyska olimpijskie
| Miejsce | Dzień     | Rok  | Miejscowość | Konkurencja | Czas biegu | Strata | Zwycięzca  |
| ------- | --------- | ---- | ----------- | ----------- | ---------- | ------ | ---------- |
| 26.     | 14 lutego | 2006 | Turyn       | Kombinacja  | 3:09,45    | +10,81 | Ted Ligety |

### Mistrzostwa świata
| Miejsce | Dzień     | Rok  | Miejscowość | Konkurencja     | Czas biegu | Strata | Zwycięzca           |
| ------- | --------- | ---- | ----------- | --------------- | ---------- | ------ | ------------------- |
| 52.     | 6 lutego  | 2007 | Åre         | Supergigant     | 1:14,30    | +3,48  | Patrick Staudacher  |
| DNF     | 8 lutego  | 2007 | Åre         | Superkombinacja | 2:28,99    | –      | Daniel Albrecht     |
| 48.     | 11 lutego | 2007 | Åre         | Zjazd           | 1:44,68    | +6,89  | Aksel Lund Svindal  |
| DNF1    | 4 lutego  | 2009 | Val d’Isère | Supergigant     | 1:41,34    | –      | Didier Cuche        |
| 23.     | 7 lutego  | 2009 | Val d’Isère | Zjazd           | 2:07,01    | +4,77  | John Kucera         |
| 14.     | 9 lutego  | 2009 | Val d’Isère | Superkombinacja | 2:23,00    | +4,11  | Aksel Lund Svindal  |
| 37.     | 13 lutego | 2009 | Val d’Isère | Gigant          | 2:18,82    | –      | Carlo Janka         |
| DNF1    | 15 lutego | 2009 | Val d’Isère | Slalom          | 1:44,17    | –      | Manfred Pranger     |
| DNF1    | 9 lutego  | 2011 | Ga-Pa       | Supergigant     | 1:38,31    | –      | Christof Innerhofer |
| DNF1    | 12 lutego | 2011 | Ga-Pa       | Zjazd           | 1:58,41    | –      | Erik Guay           |
| 18.     | 14 lutego | 2011 | Ga-Pa       | Superkombinacja | 2:54,51    | +7,01  | Aksel Lund Svindal  |
| DNF1    | 18 lutego | 2011 | Ga-Pa       | Gigant          | 2:10,56    | –      | Ted Ligety          |

### Mistrzostwa świata juniorów
| Miejsce | Dzień     | Rok  | Miejscowość | Konkurencja | Czas biegu | Strata | Zwycięzca            |
| ------- | --------- | ---- | ----------- | ----------- | ---------- | ------ | -------------------- |
| 67.     | 12 lutego | 2004 | Maribor     | Supergigant | 1:17,49    | +4,99  | Hans Olsson          |
| 61.     | 13 lutego | 2004 | Maribor     | Gigant      | 2:17,40    | +8,81  | Jeffrey Harrison     |
| DSQ1    | 14 lutego | 2004 | Maribor     | Slalom      | 1:33,33    | –      | Raphael Fässler      |
| 42.     | 2 marca   | 2006 | Québec      | Zjazd       | 1:27,26    | +4,05  | Christopher Beckmann |
| DNF1    | 4 marca   | 2006 | Québec      | Supergigant | 1:11,81    | –      | Michael Sablatnik    |
| 28.     | 5 marca   | 2006 | Québec      | Slalom      | 1:32,98    | +8,53  | Mikkel Bjørge        |
| 45.     | 6 marca   | 2006 | Québec      | Gigant      | 2:20,50    | +8,01  | Stefan Guay          |
| 38.     | 6 marca   | 2007 | Altenmarkt  | Zjazd       | 1:38,41    | +3,40  | Beat Feuz            |
| DNF1    | 8 marca   | 2007 | Altenmarkt  | Supergigant | 1:07,77    | –      | Beat Feuz            |
| 51.     | 9 marca   | 2007 | Altenmarkt  | Gigant      | 2:14,01    | +7,71  | Marcel Hirscher      |
| DNF2    | 10 marca  | 2007 | Altenmarkt  | Slalom      | 1:49,45    | –      | Matic Skube          |

### Puchar Świata

#### Miejsca w klasyfikacji generalnej
- sezon 2007/2008: -
- sezon 2008/2009: -
- sezon 2010/2011: 150.
- sezon 2011/2012: 147.

#### Miejsca na podium
- Široki nigdy nie stanął na podium zawodów PŚ.